# The Kids Are Alright (soundtrack)
The Kids Are Alright är ett musikalbum av brittiska rockgruppen The Who, utgivet 1979. Albumet är soundtrack till Jeff Steins film om The Who med samma namn. Det innehåller främst liveframträdanden, men även en del studiomaterial från 1965 till 1978.
Albumet nådde som bäst åttonde plats på Billboardlistan.

## Låtlista
Alla låtar är skrivna av Pete Townshend om inget annat namn anges. 
1. "My Generation" - 4:29
2. "I Can't Explain" - 2:01
3. "Happy Jack" - 2:11
4. "I Can See for Miles" - 4:15
5. "Magic Bus" - 3:22
6. "Long Live Rock" - 3:56
7. "Anyway, Anyhow, Anywhere" - 2:49
8. "Young Man Blues" (Mose Allison) - 5:44
9. "My Wife" (John Entwistle) - 5:58
10. "Baba O'Riley" - 5:25
11. "A Quick One, While He's Away" - 7:23
12. "Tommy, Can You Hear Me?" - 1:45
13. "Sparks" - 3:00
14. "Pinball Wizard" - 2:47
15. "See Me, Feel Me" - 5:19
16. "Join Together/Roadrunner/My Generation Blues" (Pete Townshend/Ellas McDaniel) - 9:50
17. "Won't Get Fooled Again" - 9:21